# 6lack
Ricardo Valdez Valentine (Baltimore, 24 de junho de 1992), conhecido artisticamente como 6LACK (pronuncia-se "black"), é um cantor, compositor e rapper norte-americano.
Ele inicialmente ganhou reconhecimento notável após o lançamento de seu single, "Prblms", retirado de seu álbum de estreia, Free 6lack, que foi lançado em novembro de 2016. Ele lançou seu segundo álbum, East Atlanta Love Letter em setembro de 2018, que alcançou a posição número três na tabela Billboard 200. Mais tarde naquele ano, ele lançou o single "OTW" (com Khalid e Ty Dolla Sign). 6lack participou do single "Waves" de Normani, que lhe rendeu um MTV Video Music Award. Em junho de 2020, ele lançou o EP 6pc Hot, que incluiu o single "Know My Right " (com Lil Baby). Mais tarde naquele ano, ele participou da faixa "The Pink Phantom" do Gorillaz, com Elton John. Em 2021, seu single "Calling My Phone" (com Lil Tjay), liderou as paradas no Canadá e alcançou a terceira posição nos Estados Unidos. Já em novembro de 2021, colaborou com a cantora Lauren Jauregui na canção "On Guard".
6lack está atualmente com contrato com a Love Renaissance e Interscope Records. Ele também é membro do coletivo musical de Atlanta-Baltimore Spillage Village, fundado por EarthGang e JID. 6lack recebeu três indicações ao Grammy e ganhou um MTV Video Music Award.

## Discografia
- Free 6lack (2016)
- East Atlanta Love Letter (2018)

## Turnês

#### Principal
- Free 6lack Tour (2017)
- From East Atlanta With Love Tour (2018)

#### Apoio
- Starboy: Legend of the Fall Tour (with The Weeknd) (2017)
- DreamVille Festival (2019)